# Berceuse (Chopin)
Pour les articles homonymes, voir Berceuse (homonymie).
La Berceuse en ré bémol majeur, op.57 de Frédéric Chopin est une œuvre pour piano à 
 en forme de variations composée en 1844.
Chopin intitule d'abord cette œuvre Variations mais le titre a été changé en Berceuse pour la publication.

## Structure
La berceuse de Chopin ressemble à une improvisation en « thème et variations ». Cette pièce commence par un mouvement de basse à 2 temps ternaires, qui se répétera pendant tout le morceau. Vient ensuite le thème principal, qui est joué une fois, puis laisse place à toutes sortes de variations plus ou moins virtuoses à la main droite. À la fin, une légère modification d'harmonie apparaît, et se conclut par deux accords en cadence parfaite (V-I), pour finir en douceur.

## Sources
- (en) Cet article est partiellement ou en totalité issu de l’article de Wikipédia en anglais intitulé « Berceuse (Chopin) » (voir la liste des auteurs).